# Szent Ilona-kápolna (Otrovanec)
A Szent Ilona-kápolna Horvátországban, a Verőce-Drávamente megyei Otrovanec település római katolikus kápolnája.

## Fekvése
A templom a település központjában, az észak-déli irányú főutca nagy kanyarjának északi oldalán fekvő temetőben áll.

## Története
Otrovanec település a török kiűzése után, a 17. század végén jött létre. A középkorban a mai falutól keletre, a „Črljena Klisa” nevű helyen feküdt a „Kopachewecz” nevű falu. Črljena Klisa ennek a falunak a templomáról kapta a nevét, a „črljen” melléknév ugyanis a kaj nyelvjárásban vöröset („črven”) jelent, a „klisa” szó pedig az egyházat jelentő latin „ecclesia” főnévből való. A hagyomány szerint a középkori Kopačevec falu lakói alapították a 17. és a 18. század fordulóján Pitomacsa és Otrovanec települést, erre azonban semmilyen bizonyíték nincs. A mai Otrovanec területén középkori lelet nem került elő. Ez is ezt igazolja, hogy Otrovanec a középkorban még nem létezett, az 1710-ben alapított pitomacsai plébánia alapításakor azonban már megvolt.
A településen 1746-ig sem templom, sem kápolna nem állt. 1737-ig a helyiek a Črljena Klisán álló kápolnát használták, 1737 és 1746 között pedig nem volt templomuk.
A kápolnáról az 1716-os egyházlátogatás során feljegyzik, hogy megfelelően van befedve, de erősen lepusztult állapotban van és misét is csak egyszer egy évben, Szent Ilona ünnepén tartanak benne. Az 1733-as vizitáció okiratából kiderül, hogy a kápolna hosszúsága 6 öl, szélessége 3 öl, magassága 2,5 öl. A kápolnának csak egy fa oltárasztala volt, mely felett Szent Ilona képe állt. Nem volt tornya és mintegy 400 hívő fért el benne. A kápolna a falutól távol állt lakatlan helyen, mely gyakran ki volt téve a fosztogatásoknak. A kápolna körül már a 11. században temető volt , ahova a falu alapítása óta az otrovaneciek is temetik halottaikat. 1737-ben a kápolnát villámcsapás érte, melynek következtében leégett. A helyén csak romok maradtak.
Az otrovaneciek kérésére Branjug püspök 1740-ben engedélyezte a faluban egy új fakápolna építését. Az építési munkák 1746-ban kezdődtek, befejezése pedig valószínűleg a sedlaricai fakápolnával egyidejűleg történt. Az az oltár, amely ma is áll 1757 és 1769 között készült. Az utóbbi évszám, mely a befejezés évszáma lehet az oltárba van bevésve.
1787-ben a vizitátor feljegyzi, hogy a kápolna olyan rossz állapotban van, hogy összedőlhet, ezért az otrovanecieket egy új kápolna építésére hívta fel.
A ma is látható kápolnát 1787 után építették, de pontos építési ideje nem ismert. Oltárát a lebontott fakápolnából hozták át. Építészeti jellegzetességei a tradicionális barokkot idézik a háromoldalú apszissal, a dongaboltozathoz hasonlító mennyezettel. Ugyanakkor a csúcsíves ablakok a gótikát idézik. Mindezek a 18. század végére és a 19. század elejére jellemzőek.

## Leírása
Az egyhajós kápolna hosszúsága 11,6 m, szélessége 7,4 m. A toronytól az apszis végéig a teljes hosszúság 18 m. Falai az alapoknál vastagabbak, mint a felmenő falak. Ugyancsak vastagok a torony falai, melyek elérik a egy métert, míg a hajó és az apszis falai 70 centiméteresek. Az épület stílusában a késő barokk és a neogótika ötvöződik. A boltozat szépen kidolgozott, mesteri munka, de a mai napig festetlen. Tetőzetét 1903-ig fazsindely fedte, ma már tetőcserép borítja. A stílus tekintetében a harangtorony különálló egységet alkot.
A toronysisak meglehetősen ritka formájú, nem a korban megszokott barokkos. Alsó része szinte nyeregtető formájú, mely lehetővé tette a zsindellyel való lefedést. A sisak felső része sokszögű. A torony összes ablakának íves felső része van, közülük négy a harangok szintjén van. A torony középmagasságában egy kisebb rozettát látunk, míg a bejárat felett egy méterrel egy újabb félköríves ablakot helyeztek el. A torony magassága a toronysisakkal mintegy 15 méter, külső mérete 290x290 cm.
Az apszis a késő barokkban meglehetősen gyakori, háromoldalú, dongaboltozatos. Délkeleti részén egy csúcsíves ablak található, ugyanolyan, mint a hajó déli falán levő két ablak. Legkeletibb részén egy 50 cm átmérőjű rozetta látható. A kápolna belső falain a barokkra jellemző festést találunk, mely az aranyat utánzó okkersárga kombinációja fehér részletekkel. A kórus 17 négyzetméteres, összesen négy oszlop tartja, melyek közül kettő oldalt, a falak mellett áll. A kórus alatti boltozat három részes dongaboltozat. A kórus feljárata a déli oldalon, a sarokban van.
A főoltár, melynek főalakja Szent Ilona császárnét ábrázolja, az 1757 és 1769 közötti időszakban került a helyére. Lehet, hogy a turnašicai Szentháromság oltár mestere alkotta. Az oltáron nem képek vannak, hanem szobor állnak. Tulajdonképpen egy kétrészes retabló, mely oldalt a falakig ér. Az oltár fából készült, pazar kivitelű, ugyanakkor harmonikus. A tabernákulum szintén nagyon díszes, ajtóin faragott kehely, melyből kereszt emelkedik ki, míg két oldalán gyertyát tartó angyalok állnak. Legfelül egy kartusban az 1769-es évszám áll és Szent Ilona nevével. Szent Ilona szobrától balra Szent Borbála és Szent Lúcia, jobbra Szent László király és Szent Imre herceg szobrai láthatók. Az attikában középen Szent János apostol, jobbján Szent Zakariás, balján pedig Keresztelő Szent János áll. Egykor a kápolnának szószéke is volt, melyből azonban mára csak a tetejének a tartói maradtak. Elbontásának ideje nem ismert. A kápolnához sekrestye is épült, ez azonban az újabb időkben, így nem bír művészettörténeti értékkel.
Az alaprajzot nézve a kápolnának két bejárata van, az egyik a torony alatt a nyugati oldalon, a másik pedig a déli falon. Érdemes megjegyezni, hogy masszív faajtóik a kápolna építésével egyidősek. A mai harangot 1899-ben Ljubljanában öntötték. A berendezésből még egy képet érdemes megemlíteni. Az olajvászon festmény a Istenanyát ábrázolja, jobbjában a kis Jézussal, baljában pedig jogarral. Jézus baljában virágot, jobbjában pedig egy zománc gömböt tart a kezében. A kép alsó részén a „18 Maria S. Dominicus 14” felirat látható, mely elárulja, hogy 1814-ben festette az ismeretlen mester.